# 孟非
孟非（1971年10月12日—），籍贯江苏省扬州市，中国电视节目主持人，出生于四川省重庆市（今重庆直辖市），江苏城市频道《南京零距离》、江苏卫视《非诚勿扰》、《非常了得》《了不起的孩子》和东方卫视《四大名助》的主持人。
毕业于南京师范大学中文系，中国内地男主持人。
中国电视艺术家协会主持人专业委员会副主任。

## 生平

### 早年
孟非1982年因父母调动工作随父母迁往南京。初中就读于南京市第一中学，高中就读于南京市第三中学，大学就读于南京师范大学中文系专科函授班。孟非从小爱好语文，语言能力很强。作文曾获大奖，也经常被语文老师夸奖。

### 工作生涯
1991年至1992年，在江苏广播电视厅下属的电视报印刷厂做印刷工。1992年至1996年期间，在江苏电视台文艺部体育组担任摄像，从此开始了新闻工作生涯。
1997至1999年期间，在江苏电视台二台担任记者、编导。1999年至今，在江苏广播电视总台城市频道担任制片人、主持人。《南京零距离》开播后，担任主持人，为该栏目成为江苏地区收视率最高和全国广告价格最高的电视新闻节目作出了突出贡献，2002年因主持《零距离》而获得关注，2003年获得第六届“百优电视节目主持人奖”。2004年被中共江苏省委宣传部、团省委评为“江苏省十大杰出青年”。
2007年至2009年主持江苏卫视《绝对唱响》《名师高徒》。
2010年1月15日起主持《非诚勿扰》，节目播出后受到广泛关注，2010年位居全国同时段综艺节目收视率第一位。
2011年6月8日起与郭德纲合作主持《非常了得》。
2012年获得第九届中国电视金鹰奖最佳电视节目主持人“金鹰奖最佳主持人”奖。
2018年，继续主持江苏卫视相亲交友节目《非诚勿扰》。

## 著作
- 《就说这么多》江苏文艺出版社 / 2006-04
- 《非说不可》南京大学出版社 / 2011-05。收录的是从2009年初孟非开博客以来的一些新闻时评。
- 《随遇而安》2011年，孟非出版个人自传 浙江文艺出版社。[4]

## 争议
2014年3月，孟非在马来西亚航空370号班机空难发生之后，在其微博表示要抵制马来西亚，引发争议。其言论在马来西亚当地华人中引发强烈反响，在马来西亚华人网上论坛上纷纷出现“反抵制”的论调，抵制其日后可能在马来西亚上映的作品。
2014年4月，有微博爆料称，孟非将携非诚勿扰团队集体辞职，后孟非在一活动中否认了这一传闻。
2015年1月23日晚，孟非突然发微博写道：“恋人分手最好是两不相欠并常记对方的好”“职场也一样，我若辞职，肯定不欠江苏卫视的。”不过很快这一消息得到江苏卫视方面否认，江苏卫视知情人士透露，孟非是因为很多分手事件心生感慨，并未有离职，此消息不属实，纯属误读。
2020年8月2日，孟非在社交平台晒出了一段自己录完节目躺在沙发上休息的视频，并配文"录完节目想躺一会儿也不行"。视频中的孟非被众多美女包围，这样的做法引发了网友的热议。

## 家庭
孟非的父亲徐质敬是江苏台原总编室主任。
孟非的妻子是其中学同学，于1993年结婚，1997年与其妻育有一女孟星亚。

## 主持节目

### 电视节目
- 江苏电视台城市频道 《南京零距离》（现《零距离》）
- 江苏卫视 《非诚勿扰》
- 江苏卫视 《绝对唱响》
- 江苏卫视 《绝对唱响·名师高徒》
- 江苏卫视 《非常了得》
- 江苏卫视 《有话非要说》
- 江苏卫视 《新相亲时代》
- 东方卫视 《四大名助》

### 网络节目
- 优酷土豆 《美女与极品》
- 爱奇艺 《了不起的孩子》